# Fundació Verge Blanca
La Fundació Verge Blanca és una entitat de caràcter religiós que desenvolupa la seva activitat en camp de la Formació en el lleure. Aquesta entitat agrupa diversos grups d'esplai i de colònies de la diòcesi de Lleida.
L'objectiu d'aquesta entitat és la formació de monitors en el camp de l'educació en l'Esplai tan de forma voluntària com professional. També, juntament amb altres institucions, s'encarrega de promoure i organitza activitats per infants en risc d'exclusió social, com casals d'estiu, o promovent la integració d'aquest infants en els diferent centres que formen part d'aquesta entitat.
Forma part del Moviment de Centres d'Esplai Cristians (MCEC), de la Coordinació Catalana de Colònies, Casals i Clubs d'Esplai (CCCCCE) i en àmbit estatal de la Federación Didania de Entidades Cristianas de Tiempo Libre.

## Seccions
Aquesta Fundació està dividida en diverses seccions cada una és l'encarregada de gestionar un dels diferents àmbits que l'entitat aborda.
- Escola de l'Esplai de Lleida.[6][7] És la secció destinada a la formació dels educadors.
- Servei Colònies de Vacances.[8] És la secció encarregada de gestionar les cases de colònies[9] propietat d'aquesta entitat.
  - Casa de colònies Montsant, ubicada a la població de Vilaller.
  - Casa de colònies Verge Blanca, ubicada a Llesp.
- Centres d'Esplai Cristians (CEC).[10][11] És la secció que agrupa els diferents centres i grups que formen part de la Fundació Verge Blanca. També és l'encarregada de promoure la formació i les trobades dels monitors. Després que aquesta entitat s'unís al MCECC aquesta secció va passar a ser anomenada també MCECC-Lleida

## Centres[12]
La llista de centres, dividits per pobles, que formen part de la Fundació Verge Blanca són els següents:
- Lleida
  - Centre d'Esplai Albatros
  - Centre d'Esplai Epis
  - Centre d'Esplai Estiu Claver
  - Centre d'Esplai La Bordeta
  - Centre d'Esplai Mater
  - Centre d'Esplai Sant Ignasi
  - Centre d'Esplai Sant Jaume
  - Club d'Esplai El Cau
  - Grup Colònies L'Anunciata
  - Grup de Colònies Qumran
  - Centre d'Esplai Magdalena
- Bell-Lloc d'Urgell
  - Grup d'Esplai La Costereta
- Les Borges Blanques
  - Grup d'Esplai Apassomi
- Juneda
  - Grup de Colònies L'Estel Nou
- Torres de Segre
  - Grup de Colònies Solibernat